# Мікрохвильовий датчик
Мікрохвильовий датчик (англ. Microwave sensor) — пристрій, що складається з генератора випромінювання хвиль рентгенівської частоти та приймача; служить для виявлення руху. Заповнює ділянки, що контролюються, електромагнітним полем, збурення якого викликає сигнал тривоги. Датник придатний для зовнішнього і внутрішнього застосування.